# Alice Cooper
Alice Cooper, właśc. Vincent Damon Furnier (ur. 4 lutego 1948 w Detroit) – amerykański wokalista i muzyk hardrockowy. Jeden z twórców shock-rocka i horror rocka.
Wylansował przeboje, takie jak „School’s Out”, „No More Mr. Nice Guy”, „I’m Eighteen” czy „Poison”. W 2006 został sklasyfikowany na 32. miejscu listy 100 najlepszych wokalistów wszech czasów według Hit Parader. Z kolei w 2009 zajął siódme miejsce na liście 50 najlepszych heavymetalowych frontmanów wszech czasów według Roadrunner Records.

## Życiorys

### Młodość, początki kariery artystycznej

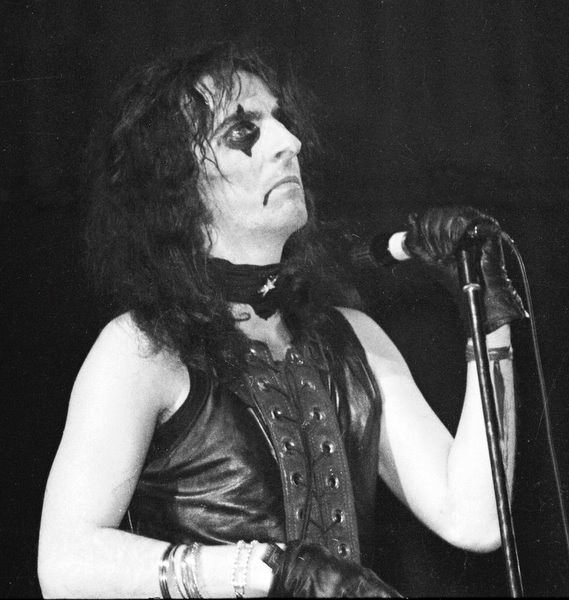
Cooper w 1972 roku

Urodził się 4 lutego 1948 w Detroit w stanie Michigan, ale dorastał w Phoenix w stanie Arizona. Już jako dziecko zainteresował się sztuką, zaczął śpiewać i występować publicznie. Pod wpływem muzyki brytyjskiej założył zespół The Earwigs (później znany też jako The Spiders oraz The Nazz), z którym nagrywał covery przebojów grup z Anglii, głównie The Beatles oraz zarejestrował kilka singli. Dzięki występom w zespole zdobył lokalny rozgłos. Grał jako support przed zespołami z Wielkiej Brytanii.

### Początki zespołu Alice Cooper
Pod koniec 1967 przeniósł się do Los Angeles, by rozpocząć profesjonalną karierę muzyczną. Przyjął pseudonim Alice Cooper i zaczął podawać się za wcielenie czarownicy. W jego zespole, również nazwanym Alice Cooper, grali: gitarzyści Glen Buxton i Michael Bruce, basista Dennis Dunaway oraz perkusista Neal Smith, a menedżerem grupy został Shep Gordon. Zespół otwierał koncerty większych sław kalifornijskiego rocka, m.in. The Doors, z którego muzykami Alice się przyjaźnił. Wystąpił też w Kanadzie. Nagrał trzy płyty dla małej firmy Straight Records, którą stworzył Frank Zappa. W grudniu 1969 ukazał się album Pretties for You, a w czerwcu 1970 Easy Action; oba zawierały zalążki późniejszych pomysłów (np. w utworach „Refrigerator Heaven”, „Return of the Spiders” czy „Easy Action”), które zaowocowały concept albumami z lat 70. Wyprzedzały nurt muzyczny, zwany potem glam rockiem. Wówczas nie odniosły jednak sukcesu komercyjnego, a zespół przeniósł się do Detroit.
Nowy producent Bob Ezrin nadał muzyce zespołu oryginalne i przebojowe brzmienie. Wspomagał zespół na instrumentach klawiszowych i skomponował z nim m.in. utwór „Under My Wheels”. Na przełomie 1970/71 Cooper zaprezentował singel „I’m Eighteen”, którym promował album Love It to Death wydany w grudniu 1970. Wytwórnia Warner Bros. zainteresowała się grupą i podpisała z nią kontrakt, po czym w czerwcu 1971 wydała wznowienie płyty pt. Love It to Death. Zespół w swoim klasycznym składzie w krótkim czasie nagrała z Ezrinem cztery albumy: Killer (grudzień 1971), School’s Out (czerwiec 1972), Billion Dollar Babies (marzec 1973) i Muscle of Love (grudzień 1973). Ezrin produkował płyty Alice’a Coopera do lat 80.
Cooper wymyślił bulwersującą formę prezentacji swojej muzyki, do skrajności doprowadzając wcześniejsze próby operowania skandalem, np. przez The Rolling Stones, The Doors czy Jimiego Hendriksa. Estetyce rockowej lat 60. przeciwstawił makabryczny show sceniczny i prowokacyjne teksty, pełne przemocy, śmierci i seksualnych aberracji. Podczas jego koncertów na scenie pojawiały się rekwizyty, takie jak gilotyna, szafot, krzesło elektryczne, a sam Cooper występował w przerażającym makijażu. Z tej racji uważany jest za jednego z twórców shock-rocka. Protesty mediów i osób publicznych w latach 70. tylko zwiększały jego popularność. Pojawił się też w kilku filmach.

### Popularność zespołu Alice Cooper
W 1971 zespół po raz pierwszy zagrał w Europie. Latem 1972 wydał teledysk do piosenki „School’s Out” (nagranej z chórkiem dziecięcym), która spędziła trzy tygodnie na szczycie brytyjskiej listy przebojów i pozostaje najpopularniejszym utworem w repertuarze Coopera. W latach 1972–1974 wylansował z zespołem jeszcze cztery międzynarodowe przeboje: „Elected”, „Hello Hooray”, „No More Mr. Nice Guy” (z gościnnym udziałem Donovana) i „Teenage Lament ‘74”, a do wszystkich powstały teledyski. W 1986 koncertowa wersja „School’s Out” znalazła się na odwrocie singla „Teenage Frankenstein”, promującego album Constrictor.
W sierpniu 1974 podsumował swoją karierę albumem z największymi przebojami. Nakręcono też film Good to See You Again i wydano reportaż Billion Dollar Baby. Po światowej trasie koncertowej rozstał się ze swoim zespołem, bo w odczuciu artysty ograniczał jego sceniczną inwencję. Oficjalnie został muzykiem solowym, ale w jego nowej grupie pod starą nazwą grali: gitarzyści Dick Wagner i Steve Hunter, basista Prakash John, perkusista Penti Glan i klawiszowiec Josef Chirowski. Stworzył z nimi swój największy sceniczny show Welcome to My Nightmare, promujący concept album pod tym samym tytułem, nagrany z udziałem licznych gości, takich jak Tony Levin, wydany w lutym 1975, a potem sfilmowany. Wydawnictwo zawierało utwory, takie jak: „Steven”, „Only Women Bleed” czy „Department of Youth”, które stały się znakiem rozpoznawczym muzyka i jego zespołu. Estetykę tę kontynuował na kolejnych płytach: Alice Cooper Goes To Hell (1976) i Lace and Whiskey (1977), jednak nie wylansowały one żadnego przeboju. W tym okresie opublikował także autobiografię pt. Me Alice, a w grudniu 1977 wypuścił do sprzedaży koncertową składankę dawnych przebojów zespołu.
Artystyczno-muzyczny projekt Coopera szybko się wypalił, choć pomysł stworzenia swoistych słuchowisk na płytach był potem często podejmowany i kontynuowany w muzyce popowej, rockowej, metalowej czy eksperymentalnej. Niepowodzeniom w karierze towarzyszyły problemy osobiste lidera. W 1978 poddał się odwykowi alkoholowemu, a swoje doświadczenia z tym związane opisał na płycie From the Inside (1978). Ponownie pojawił się na ekranie, m.in. w Muppetach i w filmie muzycznym Sgt. Pepper’s Lonely Hearts Club Band (1978). Na leczenie odwykowe wrócił w 1983. Rok później skończył się jego kontrakt z Warner Bros., po czym Cooper przerwał działalność nagraniową i koncertową. Przeżywał problemy rodzinne i osobiste. Na początku lat 80. jego kariera praktycznie się załamała. Balansowanie na granicy kiczu, typowe dla kariery Coopera, a zarazem niezrozumiane przez publiczność i media, zagroziło mu całkowitą kompromitacją. Choć niejednokrotnie bywał uznawany za bezguście, konsekwentnie wydawał kolejne płyty w swoim stylu. Niektóre jego patenty sceniczne i muzyczne podchwycili muzycy punkowi, metalowi i nowofalowi, np. Marylin Manson, Kiss, Slipknot. Jego dawne utwory nadal istniały w radiu i wśród fanów, kolejne płyty były odnotowywane, ukazywały się składanki i nagrania archiwalne (nawet z początków kariery) oraz wznowienia poprzednich albumów. W 1979 wydał kasetę pt. The Strange Case of Alice Cooper (1979).

### Lata 80.
W 1983 wydał album pt. The Nightmare (1983), a następnie The Nightmare Returns (1987). W drugiej połowie lat 80. próbował przywrócić lata swojej sławy z repertuarem heavymetalowym. Występował i nagrywał z zupełnie nowym zespołem, w którym grali: Johnny Dane (gitara), Paul Horovitz (klawisze), Steve Steele (bas), Ken Mary (perkusja) i Kane Roberts (gitara i kompozytor większości utworów). Płyty Constrictor (1986) i Raise Your Fist and Yell (1987) wydała MCA, a potem wokalista przeszedł do Epic Records. Jesienią 1989 wydał album pt. Trash, który wyprodukował we współpracy z Desmondem Childem. Z tego albumu pochodzi największy hit Coopera od lat 70. – „Poison”, wydany latem 1989. Tym samym artysta zaczął kontynuować styl swych własnych kontynuatorów.

### Czasy najnowsze
Sukces odniesiony pod koniec lat 80. wyniósł Coopera na wyżyny show-biznesu i zaowocował kolejnymi płytami, kosztownymi teledyskami, występami gościnnymi i kolaboracjami innych sław, jak Rob Zombie, Zodiac Mindwarp, Sammy Hagar czy Slash. Jeszcze w 1989 ukazała się kompilacja The Beast of Alice Cooper, będąca praktycznie powieleniem składanki z 1974. Wydał także dwie nowe płyty: Alice Cooper Trashes the World (1990) i Prime (1991), która zawiera nagrania archiwalne. 24 czerwca 1997 zagrał w klubie Colosseum w Warszawie swój pierwszy polski koncert, a w październiku miesięcznik „Tylko Rock” poświęcił mu obszerną wkładkę. W 1999 po raz pierwszy od lat wystąpił ze swoimi dawnymi muzykami. oraz ukazał się czteropłytowy box pt. The Life and Crimes of Alice Cooper, zawierający też biografię muzyka. Książkę o zespole napisał także Michael Bruce.

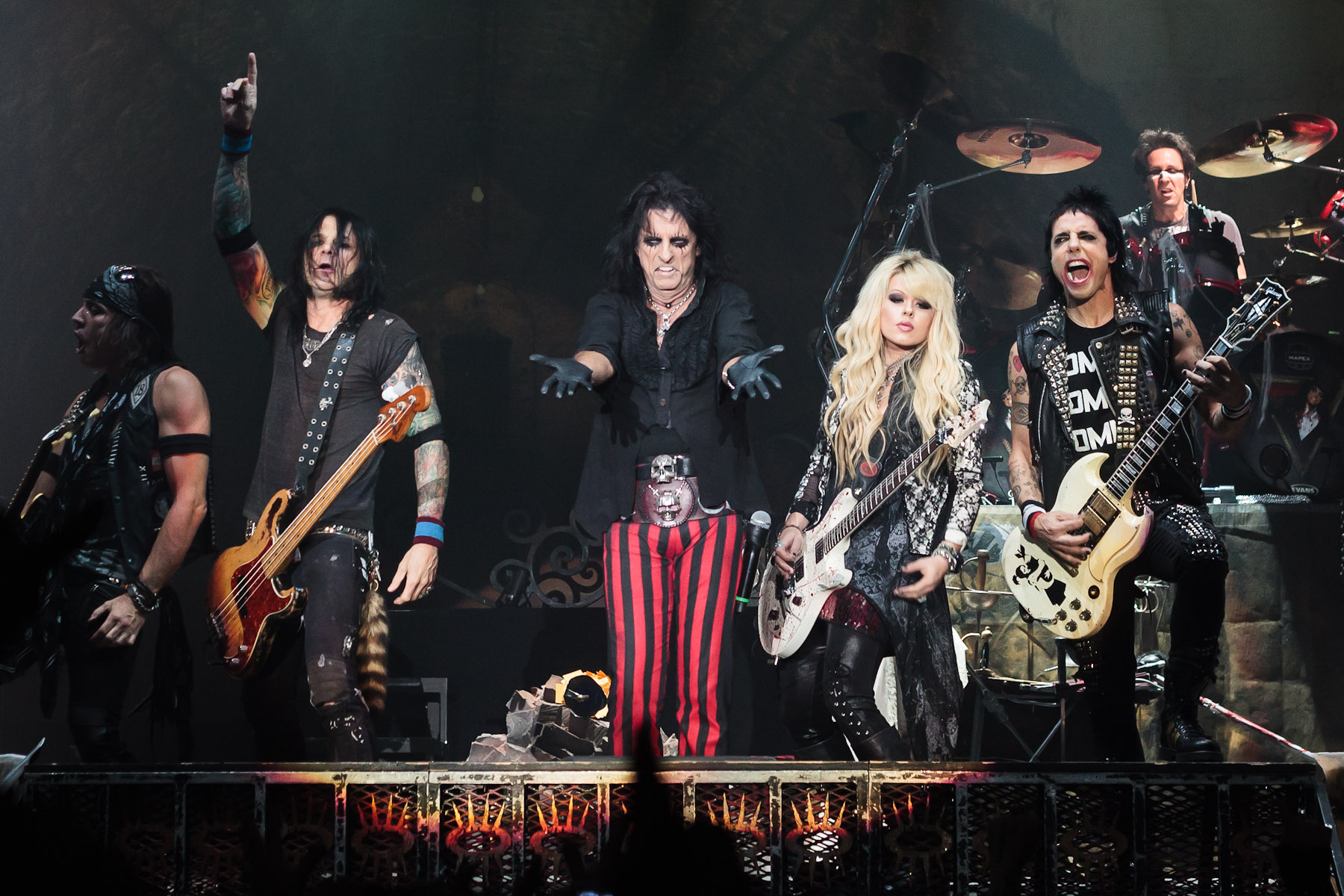
Zespół Alice Coopera w 2012 roku

Cooper jest bohaterem komiksu Neila Gaimana „Ostatnie kuszenie” (1994). Wykonał piosenkę „King Herod’s Song” z musicalu „Jesus Christ Superstar” na albumie z 1996. Wystąpił gościnnie m.in. na albumie The Scarecrow zespołu Avantasia w utworze „The Toy Master” i w utworze „Hands of Death (Burn Baby Burn)” na płycie Roba Zombie pt. Songs in the Key of X (1997). W połowie 1999 ukazała się składanka pt. Humanary Stew: A Tribute to Alice Cooper, na której utwory Coopera wykonują m.in. Joe Elliott, Roger Daltrey, Ronnie James Dio i Vince Neil. Zespół Halo of Flies wziął swoją nazwę od utworu z płyty Killer. W 2011 wprowadzono grupę Alice Cooper do Rock and Roll Hall of Fame.
Po przerwie wrócił do studia nagraniowego, a od 2004 prowadzi własną audycję radiową. W 2007 wydał książkę Alice Cooper: Golf Monster. Od 2015 wraz z Joe Perrym oraz Johnnym Deppem współtworzy zespół Hollywood Vampires.
W 1998 otworzył restaurację Alice Cooper’stown w Phoenix w Arizonie, która jednak została zamknięta w październiku 2017.

## Życie prywatne
Deklaruje się jako chrześcijanin.

## Publikacje
- Alice Cooper, Golf Monster: A Rock ’n’ Roller’s 12 Steps to Becoming a Golf Addict, 2007, Crown Publishers, ISBN 978-0-307-38265-8.

## Dyskografia
Aktualni członkowie zespołu Alice Coopera
- Alice Cooper – wokal prowadzący, harmonijka ustna, gitara
- Ryan Roxie – gitara, wokal wspierający (1996–2006, od 2012)
- Chuck Garric – gitara basowa, wokal wspierający (od 2002)
- Glen Sobel – perkusja, instrumenty perkusyjne (od 2011)
- Tommy Henriksen – gitara, wokal wspierający (od 2011)
- Nita Strauss – gitara, wokal wspierający (od 2014)

Byli członkowie zespołu
| - Sheryl Cooper – tancerka - Calico Cooper – tancerka - Mark Francis – gitara - Pete Friesen – gitara - Damon Johnson – gitara - Rick Marty – gitara - Reb Beach – gitara - Phil X – gitara - Michael Bruce – gitara - Steve Hunter – gitara - Kane Roberts – gitara - Arthur Funaro – gitara - Ryan Roxie – gitara - Eric Bergeron – gitara - Jim Gannon – gitara - Davey Johnstone – gitara - Jefferson Kewley – gitara - Bob Kulick – gitara - Dick Wagner – gitara - Jason Hook – gitara - Damon Johnson – gitara - Keri Kelli – gitara - Stef Burns – gitara - Pete Friesen – gitara - Rick Marty – gitara - Orianthi – gitara - Vinnie Moore – gitara - Al Pitrelli – gitara - Joe Satriani – gitara - Steve Vai – gitara - Danny Johnson – gitara - Davey Johnstone – gitara - John Nitzinger – gitara - Mike Pinera – gitara - Dick Wagner – gitara - Neal Smith – perkusja - Ken Mary – perkusja - Brent Fitz – perkusja - Jonathan Mover – perkusja - Tommy Clufetos – perkusja |  | - Jimmy DeGrasso – perkusja - Eric Singer – perkusja - Nate McDonald – perkusja - Dennis Conway – perkusja - Richard Kolinka – perkusja - Craig Krampf – perkusja - Ross Salomone – perkusja - Jan Uvena – perkusja - Johnny „Bee” Badanjek – perkusja - Pentti „Whitey” Glan – perkusja - Jim Gordon – perkusja - Allan Schwartzberg – perkusja - Eric Dover – gitara, instrumenty klawiszowe - Fred Mandel – gitara, instrumenty klawiszowe - Bob Ezrin – instrumenty klawiszowe, perkusja - Paul Taylor – gitara, instrumenty klawiszowe - Derek Sherinian – instrumenty klawiszowe - Teddy „Zig Zag” Andreadis – instrumenty klawiszowe - Duane Hitchings – instrumenty klawiszowe - Chris Delorme – instrumenty klawiszowe - Wayne Cook – instrumenty klawiszowe - Graham Shaw – instrumenty klawiszowe - Josef Chirowski – instrumenty klawiszowe - Mark Stein – instrumenty klawiszowe - Steve Steele – gitara basowa - Kip Winger – gitara basowa - Chuck Garric – gitara basowa - Dennis Dunaway – gitara basowa - Chuck Garric – gitara basowa - Tommy „T-Bone” Carradona – gitara basowa - Todd Jensen – gitara basowa - Rob Nicholson – gitara basowa - Greg Smith – gitara basowa - Chuck Wright – gitara basowa - John „Cocker” LoPresti – gitara basowa - Erik Scott – gitara basowa - Bob Babbitt – gitara basowa - Prakash John – gitara basowa - Tony Levin – gitara basowa - Dee Murray – gitara basowa |

### Albumy studyjne
- Welcome to My Nightmare (1975)
- Alice Cooper Goes to Hell (1976)
- Lace and Whiskey (1977)
- From the Inside (1978)
- Flush the Fashion (1980)
- Special Forces (1981)
- Zipper Catches Skin (1982)
- DaDa (1983)
- Constrictor (1986)
- Raise Your Fist and Yell (1987)
- Trash (1989)
- Hey Stoopid (1991)
- The Last Temptation (1994)
- Brutal Planet (2000)
- Dragontown (2001)
- The Eyes of Alice Cooper (2003)
- Dirty Diamonds (2005)
- Along Came a Spider (2008)
- Welcome 2 My Nightmare (2011)
- Paranormal (2017)
- Detroit Stories (2021)[11]
- Road (2023)

### Albumy koncertowe
- The Alice Cooper Show (1977)
- Science Fiction (1987)
- Live at the Whiskey a Go-Go, 1969 (1991)
- A Fistful of Alice (1997)
- Brutally Live (2000)
- Live at Cabo Wabo '96 (2005)
- Live at Montreux 2005 (2006)
- Extended Versions Live (2007)
- Theatre of Death: Live at Hammersmith 2009 (2010)
- No More Mr. Nice Guy: Live (2012)
- Raise the Dead: Live from Wacken (2014)
- A Paranormal Evening At The Olympia Paris (2018)[12]

### Albumy kompilacyjne
- School Days: The Early Recordings (1973)
- Alice Cooper’s Greatest Hits (1974)
- To Hell and Back: Alice Cooper’s Greatest Hits (1985)
- Prince of Darkness (1989)
- The Beast of Alice Cooper (1989)
- Classicks (1995)
- A Nice Nightmare (1997)
- Freedom for Frankenstein: Hits & Pieces 1984–1991 (1998)
- Super Hits (1999)
- The Life and Crimes of Alice Cooper (1999)
- Mascara and Monsters: The Best of Alice Cooper (2001)
- The Definitive Alice Cooper (2001)
- The Essentials: Alice Cooper (2002)
- Hell Is (2002)
- He’s Back (2003)
- Poison (2003)
- School’s Out and Other Hits (2004)
- Collections (2005)
- Pick Up the Bones (2007)
- Poison: The Best of Alice Cooper (2009)
- Old School: 1964–1974 (2011)

### Albumy wideo
- Good to See You Again, Alice Cooper (1974)
- Welcome to My Nightmare (1976)
- Alice Cooper and Friends (1978)
- Alice Cooper: The Nightmare (1983)
- The Nightmare Returns (1986)
- Alice Cooper Trashes The World (1989)
- Video Trash (1989)
- Prime Cuts: The Alice Cooper Story (1991)
- British Rock Symphony (2000)
- Brutally Live (2000)
- Live at Montreux 2005 (2006)
- Theatre Of Death: Live At Hammersmith 2009 (2010)
- The Strange Case of Alice Cooper (2012)
- Raise the Dead: Live from Wacken (2014)

### Występy gościnne
- Guy Mann-Dude – Sleight of Hand (1989)
- Icon – Right Between the Eyes (1989)
- Twisted Sister – Come Out and Play (1985)
- Michael Bruce – In My Own Way (1997)
- Avantasia – The Scarecrow (2008)

## Filmografia
| Tytuł                                                            | Rok  | Rola        | Uwagi                                                                   | Źródło |
| ---------------------------------------------------------------- | ---- | ----------- | ----------------------------------------------------------------------- | ------ |
| „The Decline of Western Civilization Part II: The Metal Years”   | 1988 | jako on sam | film dokumentalny, reżyseria: Penelope Spheeris                         | [ 13 ] |
| „Świat Wayne’a”                                                  | 1992 | jako on sam | film komediowy, reżyseria: Penelope Spheeris                            | [ 14 ] |
| „Metal: A Headbanger’s Journey”                                  | 2005 | jako on sam | film dokumentalny, reżyseria: Sam Dunn, Scott McFayden                  | [ 15 ] |
| „Lemmy”                                                          | 2010 | jako on sam | film dokumentalny, reżyseria: Greg Olliver, Wes Orshoski                | [ 16 ] |
| „Dark Shadows”                                                   | 2012 | jako on sam | film fantasy, reżyseria: Tim Burton                                     | [ 17 ] |
| „Louder Than Love: The Grande Ballroom Story”                    | 2012 | jako on sam | film dokumentalny, reżyseria: Tony D’Annunzio, Karl Rausch              | [ 18 ] |
| „Rock and Roll Roast of Dee Snider”                              | 2013 | jako on sam | roast, reżyseria: Luke Harrison, Bryan Beasley                          | [ 19 ] |
| „Crystal Lake Memories: The Complete History of Friday the 13th” | 2013 | jako on sam | film dokumentalny, reżyseria: Daniel Farrands                           | [ 20 ] |
| „Super Duper Alice Cooper”                                       | 2014 | jako on sam | film dokumentalny, reżyseria: Sam Dunn, Scot McFadyen, Reginald Harkema | [ 21 ] |
| „Hired Gun”                                                      | 2016 | jako on sam | film dokumentalny, reżyseria: Fran Strine                               | [ 22 ] |

## Nagrody i wyróżnienia
| Rok  | Kategoria              | Tytułem                           | Nagroda                     | Nota      | Źródło |
| ---- | ---------------------- | --------------------------------- | --------------------------- | --------- | ------ |
| 1997 | Best Metal Performance | „Hands of Death (Burn Baby Burn)” | Grammy                      | Nominacja | [ 23 ] |
| 2011 | The Golden God Award   | Alice Cooper                      | Revolver Golden Gods Awards | Laur      | [ 24 ] |
| 2011 | Icon                   | Alice Cooper                      | Kerrang! Awards             | Laur      | [ 25 ] |
| 2015 | Legend                 | Alice Cooper                      | Kerrang! Awards             | Laur      | [ 26 ] |
| 2015 | Best Radio Show        | Nights With Alice Cooper          | Kerrang! Awards             | Laur      | [ 26 ] |
| 2016 | Best Radio Show        | Nights With Alice Cooper          | Kerrang! Awards             | Laur      | [ 27 ] |

W 2022 roku na jego cześć nazwano gatunek pająka Extraordinarius alicecooperi.